# Ángel Francisco Simón Piorno
Ángel Francisco Simón Piorno (Carbellino de Sayago, província de Zamora, 3 de dezembro de 1945) é um clérigo espanhol e bispo católico romano emérito de Chimbote.
Ángel Francisco Simón Piorno foi ordenado sacerdote em 22 de abril de 1973.
O Papa João Paulo II o nomeou Bispo de Chachapoyas em 18 de maio de 1991. Foi ordenado bispo pelo Núncio Apostólico no Peru, Luigi Dossena, em 5 de julho do mesmo ano; Os co-consagradores foram o Cardeal Augusto Vargas Alzamora SJ, Arcebispo de Lima, e José María Izuzquiza Herranz SJ, Vigário Apostólico de Jaén no Peru ou São Francisco Javier.
Em 18 de março de 1995 foi nomeado Bispo de Cajamarca. 
Em 4 de fevereiro de 2004 foi nomeado Bispo de Chimbote e empossado em 2 de maio do mesmo ano. 
Bispo Simón foi Grão-Chanceler da Universidade Católica Los Ángeles de Chimbote (Uladech). Durante o seu mandato, surgiu a polémica em torno de Julio Domínguez Granda, reitor de 1996 a 2020, que conseguiu encher o conselho universitário com os seus seguidores para que o reelegessem continuamente. Domínguez foi aprovado para altos salários e pagamentos especiais. O Ministério Público acusa o antigo reitor de crime organizado, fraude, falsificação e branqueamento de capitais. A autoridade supervisora de universidades estaduais (Superintendencia Nacional de Educación Superior Universitaria) retirou o reconhecimento como universidade da Universidade Católica de Chimbote. O Bispo Simón tornou pública a ameaça de privação e a tentativa de Domínguez e dos seus seguidores de o retirar do poder como Grão-Chanceler.
Em 18 de maio de 2022, o Papa Francisco aceitou o pedido de Ángel Francisco Simón Piorno para renunciar por motivos de idade.